# São Domingos (Sergipe)
São Domingos is een gemeente in de Braziliaanse deelstaat Sergipe. De gemeente telt 10.555 inwoners (schatting 2009).